# Hervé Filion
Pour les articles homonymes, voir Filion.
Hervé Arthur Filion (né le 1er février 1940 à Angers et mort le 22 juin 2017 à Mineola) est un driver et entraîneur canadien de course à chevaux de type Trot attelé. Il est le frère d'Yves Filion et l'entraîneur de son autre frère Henri Filion (1941-1997), mort des suites de sa blessure lors d'un accident de course à l'ancien hippodrome d'Aylmer en 1997. Il est aussi l'oncle de Sylvain Filion.

## Carrière
Né le 1er février 1940 à Angers, au Québec, Filion est le premier pilote à remporter plus de 400 courses en un an et a réussi cet exploit 14 fois de plus. Filion est le deuxième vainqueur de sa carrière en Amérique du Nord avec 15 180 victoires. Il a été élu dix fois le record du pilote de l'année par Harness Tracks of America. En 2000, Filion a plaidé coupable d’avoir omis de déposer des déclarations de revenus de l’État de New York, mettant ainsi fin à une enquête de cinq ans sur le truquage des races. En octobre 2012, Hervé Filion prend officiellement sa retraite. Sa dernière victoire en carrière fut au circuit Rideau Carleton à Ottawa, Ontario. Il meurt le 22 juin 2017 des suites d'une maladie pulmonaire obstructive chronique.

## Distinctions
En 1971, il est élu officier de l'Ordre du Canada et il reçoit le trophée Lou Marsh. En 1976, il est introduit au temple de la renommé canadien de sports hippiques, Canadian Horse Racing Hall of Fame et le United States Harness Racing Hall of Fame.